# Frank Ludlow
Frank Ludlow (Chelsea, 10 de agosto de 1885-Londres, 25 de marzo de 1972) fue un oficial estacionado en la Misión Británica de Lhasa, naturalista, y botánico británico.

## Biografía
Estudió en el West Somerset County School y en el Sidney Sussex College, Cambridge.
En 1908, recibió su bachelor of arts de Cambridge en ciencia natural. Durante ese tiempo estudió botánica con el Profesor Marshal Ward, padre de Frank Kingdon-Ward. Enseñó en el Sind College de Karachi (donde fue vicedecano y profesor de biología y de inglés).
Durante la gran guerra fue comisionado en la Reserva de Oficiales del Ejército Indio, como segundo Tte. el 22 de julio de 1916; y agregado al 1.er batallón, 97.º de Infantería Deccan el 31 de enero de 1917. Ascendió a teniente el 22 de julio de 1917.
Tras la guerra, participó del Servicio Indio Educativo.
Para los Honores del Cumpleaños 1927 fue nombrado oficial de la Orden del Imperio británico.
En 1927, se retiró a Srinagar, Cachemira; viajando extensamente por los Himalayas incluyendo a Tíbet y a Cachemira. En 1929, se encontró con George Sherriff mientras se hallaba en Kashgar con el cónsul general Frederick Williamson. Junto con George Sherriff y George Taylor, en 1938, emprendieron una expedición a Bután y al sur de Tíbet.
En 1934 publicó una monografía An Account of the Genus Meconopsis.
Más tarde se encargó de la Misión Británica en Lhasa, de 1942 al 43. Durante ese tiempo en India, estudió historia natural y recolectó aves y especímenes botánicos. Realizó expediciones a partes de los Himalayas y el Tíbet, con George Sherriff (1898-1967).
Recolectó cerca de 7000 especímenes de aves, que se hallan hoy en el Museo de Historia Natural de Londres.

## Eponimia
Especies animales
- fulveta de Ludlow Alcippe ludlowi[6]
- mariposa Bhutanitis ludlowi y varios otros taxones, incluyendo subespecies de erizo (originalmente descrito como Paraechinus ludlowi Thomas) Paraechinus aethiopicus ludlowi Thomas.[7][8]

Especies vegetales
- (Asclepiadaceae) Ceropegia ludlowii H.Huber[9]
- (Asteraceae) Taraxacum ludlowii Soest[10]
- (Berberidaceae) Berberis ludlowii Ahrendt[11]
- (Boraginaceae) Lasiocaryum ludlowii R.R.Mill[12]
- (Caryophyllaceae) Arenaria ludlowii H.Hara[13]
- (Clusiaceae) Hypericum ludlowii N.Robson[14]
- (Crassulaceae) Sedum ludlowii (H.Ohba) Kozhevn.[15]
- (Ericaceae) Rhododendron ludlowii Cowan[16]
- (Gentianaceae) Gentiana ludlowii C.Marquand[17]
- (Scrophulariaceae) Pedicularis ludlowii Tsoong[18]
- (Thymelaeaceae) Daphne ludlowii D.G.Long & S.J.Rae[19]

## Algunas publicaciones
- f. Ludlow. 1915. Mallard breeding in the Karachi Zoo. J. Bombay Nat. Hist. Soc. 23(3):584
- -------------. 1916. Breeding of the Marbled Teal Marmaronetta angustirostris and other birds at Sonmeani, Baluchistan. J. Bombay Nat. Hist. Soc. 24(2):368-369
- -------------. 1920. Notes on the nidification of certain birds in Ladak. J. Bombay Nat. Hist. Soc. 27: 141-146
- -------------. 1928. Dongtse, or stray bird notes from Tibet. J. Bombay Nat. Hist. Soc. 33 (1): 78-83
- -------------. 1928. Birds of the Gyantse neighbourhood, southern Tibet. Ibis 12 4 (2): 211-232
- -------------, nb. Kinnear. 1933. A contribution to the ornithology of Chinese Turkestan. Part III. Ibis, 13 (3): 658-694
- -------------, ---------------. 1933. A contribution to the ornithology of Chinese Turkestan. Part I. Ibis 13 3 (2): 240-259
- -------------, ---------------. 1933. A contribution to the ornithology of Chinese Turkestan. Part II. Ibis 13 3 (3): 440-473
- -------------. 1934. Catching of Chikor [Alectoris graeca chukar (Gray)] in Kashmir. J. Bombay Nat. Hist. Soc. 37(1):222
- -------------, nb. Kinnear. 1934. A contribution to the ornithology of Chinese Turkestan. Part IV. Ibis 13 4 (1): 95-125
- -------------, ---------------. 1937. The birds of Bhutan and adjacent territories of Sikkim and Tibet. Ibis 14 1(1):1-46
- -------------, ---------------. 1937. The birds of Bhutan and adjacent territories of Sikkim and Tibet. Part II. Ibis 14
- -------------, ---------------. 1937. The birds of Bhutan and adjacent territories of Sikkim and Tibet. Ibis 14 1(1), 1-46. 1 (2): 249-293
- -------------, ---------------. 1937. The birds of Bhutan and adjacent territories of Sikkim and Tibet. Part III. Ibis 14 1 (3): 467-504
- -------------. 1940. The Long-tailed Duck (Clangula hyemalis) in Kashmir. J. Bombay Nat. Hist. Soc. 41 (3): 666
- -------------, nb. Kinnear. 1940. Systematic notes on Indian birds - V. Ibis 14 4 (1): 147-150
- -------------, ---------------. 1944. The birds of South-Eastern Tibet. Ibis 86 (1): 43-86
- -------------, ---------------. 1944. The birds of South-Eastern Tibet. Ibis 86 (2): 176-208
- -------------, ---------------. 1944. The birds of South-Eastern Tibet. Ibis 86 (3): 348-389
- -------------. 1945. The Persian Ground Chough (Podoces pleskei). J. Bombay Nat. Hist. Soc. 45(2):233-234
- -------------. 1945. The Whooper Swan (Cygnus cygnus). J. Bombay Nat. Hist. Soc. 45(3):421
- -------------. 1950. The birds of Lhasa. Ibis 92(1):34-45
- -------------. 1951. The birds of Kongbo and Pome, South-East Tibet. Ibis 93(4):547-578

## Bibliografóa utilizada
- ray Desmond, christine Ellwood. 1994. Dictionary of British and Irish Botanists and Horticulturists. CRC Press. British Museum. ISBN 0-85066-843-3
- w.t. Stearn. 1974. Obituary en Ibis 116: 234 (PDF, Online (enlace roto disponible en Internet Archive; véase el historial, la primera versión y la última).)
- h.r. Fletcher. 1975. A Quest of Flowers. Edinburgh: Edinburgh University Press
- f.e. Warr. 1996. Manuscripts and Drawings in the ornithology and Rothschild libraries of The Natural History Museum at Tring. BOC